# Ваня Драгоєвич
Ваня Драгоєвич (серб. Вања Драгојевић, нар. 11 січня 2006, Земун, Сербія) — сербський футболіст, опорний півзахисник клубу «Партизан».

## Ігрова кар'єра

### Клубна
Ваня Драгоєвич починав грати у футбол у своєму рідному місті Земун. У 2021 році він приєднався до молодіжної команди столичного «Партизана», в складі якого також брав участь у Юнацькій лізі УЄФА. У вересні 2023 року Драгоєвич підписав з клубом перший професійний контракт. А влітку 2024 року футболіст відбув в оренду до клубу «Телеоптик», де він і дебютував на професійному рівні.
Після повернення до «Партизана» Драгоєвич дебютував в основному складі в матчі Кубка країни. У травні 2025 року футболіст продовжив контракт з клубом до 20230 року і отримав статус віце - капітана команди.

### Збірна
У 2025 році у поєдинку проти команди Болгарії Ваня Драгоєвич дебютував у складі молодіжної збірної Сербії.